# Bassapur, Yelbarga
Bassapur là một làng thuộc tehsil Yelbarga, huyện Koppal, bang Karnataka, Ấn Độ.